# 영통 느티나무
영통 느티나무는 경기도 수원시 영통동 단오어린이공원에 있는 수령 500여 년의 느티나무이다. 다른 이름으로는 영통 단오어린이공원 느티나무, 수원 느티나무, 영통 할배나무가 있다.

## 사건
2018년 6월 26일 강풍에 나무가 쓰러졌다. 당시 포털사이트 실시간 검색어에도 오르는 등 화제가 되었다.
사건 이후 수원시 공원녹지사업소는 전문가들에게 자문을 구하고, 복원회의를 개최하였다.

## 의미
수원 화성을 축조할 때 쓰였던 목재인 만큼 역사적 의미가 깊다. 또한, 단오제가 매년 이곳에서 열렸다는 점에서 문화적 의미가 있다.